# Nacho Monsalve
Ignacio Monsalve Vicente (* 27. April 1994 in Madrid) ist ein spanischer Fußballspieler.

## Karriere
Monsalve kam 2006 in die Akademie von Atlético Madrid. 2013 spielte er erstmals für die Drittmannschaft in der Tercera División. Im August 2014 gab er sein Debüt für Atlético Madrid B.
Im Dezember 2014 stand er erstmals im Profikader Atléticos. Sein Debüt für die Madrilenen gab er im April 2016 in der Primera División im Spiel gegen Betis Sevilla, als er in der Startelf stand.
Im Juli 2016 wechselte er zu Deportivo La Coruña B, der Zweitmannschaft von Deportivo La Coruña, in die Tercera División. Im April 2017 stand er gegen den CA Osasuna auch erstmals im Kader der Profis des Vereins, wurde allerdings nicht eingesetzt
Im August 2017 wechselte er zu Rayo Vallecano und wurde direkt an den Drittligisten Recreativo Huelva verliehen. Für Huelva absolvierte er in der Saison 2017/18 17 Spiele in der Segunda División B.
Im August 2018 wechselte Monsalve in die Niederlande zum Zweitligisten FC Twente Enschede.